# Тромелин
Тромелин (фр. Île Tromelin) је острво површине 1 km², које се налази у Индијском океану, источно од Мадагаскара. Острво су открили Французи 1776. године, а 1814. године је административно припојен Реиниону. Острво од 21. фебруара 2007. године постаје део француског административног региона Француске јужне и антарктичке земље (фр. Terres australes et antarctiques françaises, TAAF) и спада у групу расејаних острва у Индијском океану. На острво полаже суверенитет и суседна острвска држава Маурицијус.

## Историја
Острва је 1722. године открио француски брод "la Diane" и крстио га именом "Île des Sables". 1741. године на острво се насукао брод трговаца робљем, који су од остатка брода саградили сплав и отишли на Мадагаскар, док су робове оставили на острву. Робови су спашени тек 1776. године када је први пут на острво успешно пристао брод "La Dauphine", чији је капетан био Витез од Тромелина, по којем је острво добило име. 1814. године административно је припојен департману Реинион. На острву је 1954. изграђена метеоролошка станица. Острво је познато по великим корњачама.

## Географија
Удаљен је 450 km од најближег копна, острво је тешко приступачно и врло је изоловано. Острво се састоји од равног и песковитог тла. Највећа надморска висина на острву не прелази 7 m. Острво је овалног облика, дужине отприлике 1700 m, а широко око 700 m. Окружено је коралним гребеном.

## Администрација
Острво је под управом департмана Реинион од 1814. године и њиме је управљао префект тог подручја све до 2007. када острво, заједно са групом Расејаних острва у Индијском океану, ушло у састав Француских јужних и антарктичких земаља које припадају Француским прекоморским територијама. На острво полаже суверенитет и суседна острвска држава Маурицијус. Острво је важно уточиште корњача, а такође се користи и за метеоролошку станицу "Метео Франс", која овде прикупља информације о циклонима. На острву живи 10 метеоролога који управљају овом станицом. Они живе у троетажној згради која се налази испред аеродрома. На острву не постоји бродска лука, али постоји авионска писта дуга око 1 km.

## Галерија
- Сателитски снимак острва
- Панорама острва
- Метеоролошка станица
- Авионска писта
- Обележје испред метеоролошке станице